# 南部町立名川中学校
南部町立名川中学校（なんぶちょうりつ ながわちゅうがっこう）は、青森県三戸郡南部町大字下名久井にある公立中学校である。

## 概要
教科センター方式という教育システムを採用している。

## 沿革
- 2005年（平成17年）
  - 4月1日 - 剣吉中学校、名久井第一中学校、名久井第二中学校が統合し、南部町立名川中学校を創立[1]。
  - 4月x日 - 校旗・校歌・校章・校訓を制定。開校式（2年生91名、3年生88名）並びに、第1回入学式（新入生97名）挙行[1]。
- 2014年（平成26年） - 創立10周年記念式典挙行し、祝賀会開催[1]。

## 主な学校行事
- 入学式
- 運動会
- 文化祭
- 修学旅行
- 卒業式

出典：

## 部活動
- 陸上競技部
- バスケットボール部
- ソフトテニス部
- バレーボール部
- サッカー部
- 吹奏楽部

出典：